# Ернст Біндзайль
Ернст Біндзайль (нім. Ernst Bindseil; 20 липня 1880, Торгау — 5 березня 1947, Заксенгаузен) — німецький офіцер, контрадмірал крігсмаріне.

## Біографія
10 квітня 1899 року вступив на флот. Учасник Першої світової війни, до травня 1918 року — прапор-лейтенант Флоту відкритого моря, потім служив в 2-й флотилії торпедних катерів. З серпня 1918 року — командир торпедного катера V-116.
Після демобілізації армії залишений в рейхсмаріне. З 1 жовтня 1923 року — останній командир малого крейсера «Тетіс». З січня 1925 року — командир малого крейсера «Німфа». 29 лютого 1928 року вийшов у відставку.
22 березня 1939 року переданий в розпорядження крігсмаріне, але не отримав жодного призначення. 31 травня 1943 року остаточно звільнений у відставку. В листопаді 1945 року заарештований радянською владою. Помер в спецтаборі НКВС № 7 «Заксенгаузен».

## Нагороди
- Орден Червоного орла 4-го класу (5 вересня 1909)
- Орден Корони (Пруссія) 4-го класу
- Колоніальна медаль із застібкою «Німецька Східна Африка 1905/07»
- Залізний хрест 2-го і 1-го класу
- Військовий Хрест Фрідріха-Августа (Ольденбург) 2-го і 1-го класу
- Ганзейський Хрест (Любек)
- Галліполійська зірка (Османська імперія)
- Королівський орден дому Гогенцоллернів, лицарський хрест з мечами (26 березня 1918)
- Хрест «За вислугу років» (Пруссія)
- Почесний хрест ветерана війни з мечами